# Raiffeisenstraße 1 (Bonn)
Das Gebäude Raiffeisenstraße 1 ist eine ehemalige Villa im Bonner Ortsteil Gronau, die 1908/09 errichtet und nach teilweiser Kriegszerstörung verändert wiederaufgebaut wurde. Es liegt an einer von der Adenauerallee (Bundesstraße 9) abzweigenden Stichstraße.

## Geschichte

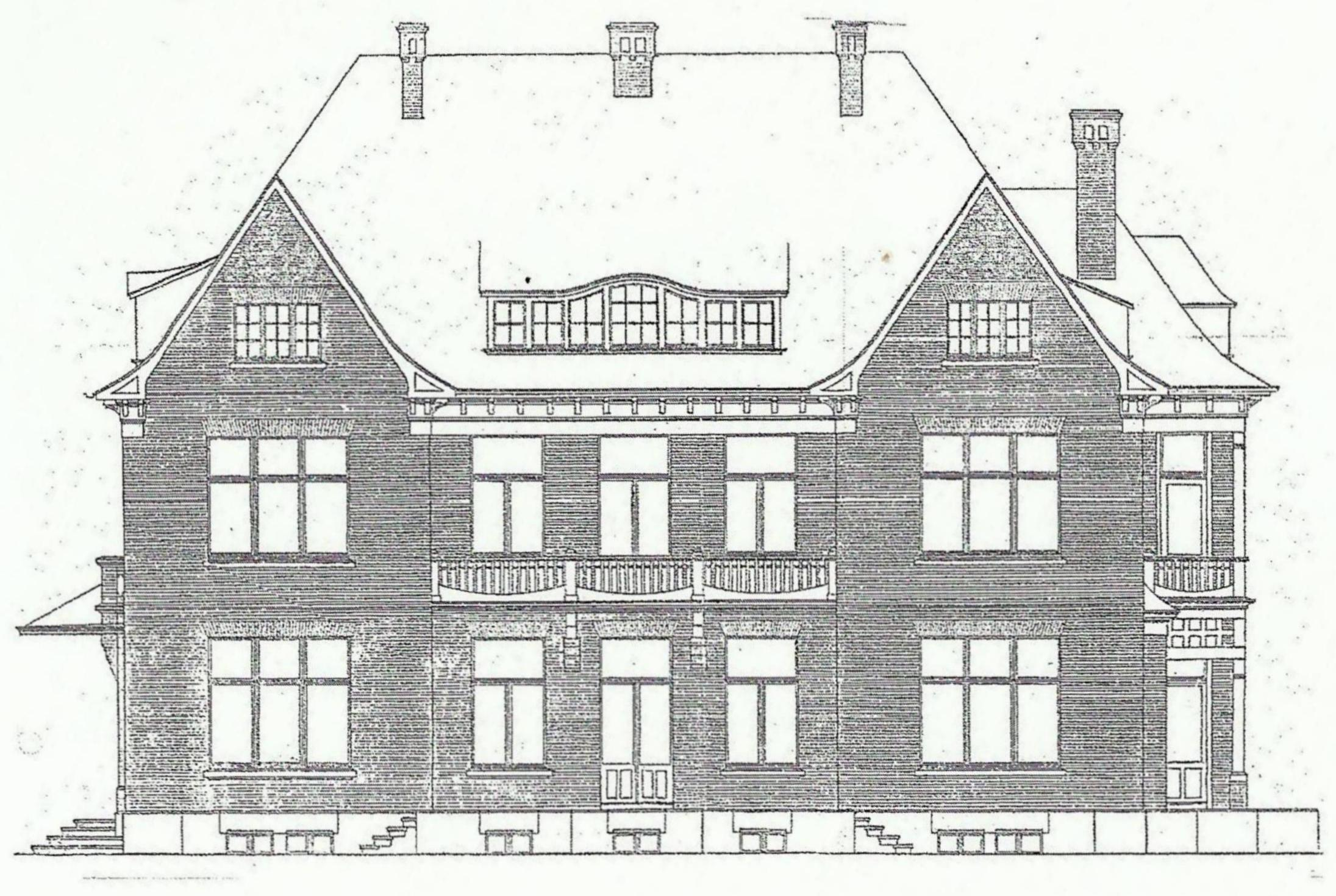
Entwurf, Aufriss der Vorderfront zur Raiffeisenstraße (1908)

Die Villa entstand für den Bauherrn Karl Bülbring (1863–1917), Professor für Anglistik an der Universität Bonn, nach einem Entwurf des Bonner Architekten und Regierungsbaumeisters a. D. Heinrich Roettgen. Im Frühjahr 1908 planten sowohl Bülbring als auch Paul Clemen, Provinzialkonservator der Rheinprovinz, die Errichtung je einer Villa im mittleren Teil des ehemaligen Grundstücks der ihnen gemeinsam gehörenden Villa Krantz (errichtet 1850; um 1970 abgebrochen) an der damaligen Coblenzer Straße, das um 1895 neuparzelliert und durch eine Privatstraße (heutige Raiffeisenstraße) erschlossen worden war. Bülbring hatte einen Bauantrag an den Regierungspräsidenten in Köln gerichtet. Seitens eines Vertreters der königlichen Regierung wurden Zweifel an der Zulässigkeit der geplanten Bebauung geäußert, sodass Bülbring sich am 23. April 1908 in seinem und Clemens Namen an den Oberbürgermeister von Bonn wandte mit der Bitte, das Baugesuch zu befürworten.:173 Am 9. Mai traf der Regierungspräsident durch Rückgabe der eingereichten Anlagen an den Oberbürgermeister eine Vorentscheidung für die Baugenehmigung. Den Bauantrag für seine eigene Villa stellte Bülbring am 29. Juli, genehmigt wurde er nach einer entsprechenden Verwendung des Oberbürgermeisters vom 12. August für das Anliegen Bülbrings am 31. August 1908. Für einen um 18 cm zu breiten Risalit an der nördlichen Seitenfront war eine Ausnahmegenehmigung erforderlich. Am 13. September 1909 erfolgte die Gebrauchsabnahme für den Neubau. Er war von Beginn an mit einem Speiseaufzug ausgestattet.
Die Erben Bülbrings ließen zwischen Dezember 1938 und März 1939 eine Garage anbauen. Im Zweiten Weltkrieg wurde das Gebäude im Zuge der alliierten Bombenangriffe auf Bonn erheblich beschädigt. Erhalten blieben die Wände und die massiven Geschossdecken, während das erste Obergeschoss und das Dach völlig ausbrannten. Ende 1947 beabsichtigte die Universität Bonn, das Haus als Wohnung für Universitätsprofessoren wiederaufzubauen. Nach entsprechenden Plänen der Universitätsbauleitung, die nur teilweise zur Ausführung kamen, wurde das Dach in einer deutlich reduzierten Höhe wiederaufgebaut und damit das Gebäude insgesamt in seinem Erscheinungsbild erheblich verändert. Laut einer Baubeschreibung aus dem Jahre 1949 fehlten zu dieser Zeit im Keller und im Erdgeschoss des Hauses die Türen und teilweise die Fenster, waren Wand- und Deckenputz im ersten Obergeschoss ebenso wie die Treppe zerstört und der Parkettboden durchnässt; auf dem Grundstück befanden sich 200 m³ Schutt.
Nachdem Bonn 1949 Regierungssitz der Bundesrepublik Deutschland geworden war, befand sich das Anwesen am Rande des neuen Parlaments- und Regierungsviertels. Die Stadt Bonn ließ es ab August 1949 als Gästehaus („Bayernhaus“) für die zunächst als Dienststelle Bonn der Bayerischen Staatskanzlei firmierende Landesvertretung des Freistaates Bayern beim Bund herrichten.:320:57 f. Die zukünftige Betreiberin dieses Gästehauses erhielt am 19. August die Gaststättenkonzession und die Genehmigung zur Einrichtung einer Fremdenpension. Der Umbau des Gebäudes wurde aus einem Kredit der Bayerischen Staatsbank sowie einem vom Büro Bundeshauptstadt des Landes Nordrhein-Westfalen beschafften Hypothekendarlehen finanziert.:320 Er umfasste neben Instandsetzungsarbeiten unter anderem die Aufteilung der bisher fünf Räume des ersten Obergeschosses in elf, den Ausbau des Dachgeschosses zu einer selbständigen Wohnung sowie die Einrichtung einer Hausmeisterwohnung im Keller. Am 21. November 1949 wurde die Gebrauchsabnahme für die erfolgten Baumaßnahmen durchgeführt. Das Bayernhaus wurde als ein Vertrags-Gästehaus unter bayerischer Leitung:320 mit drei von der Betreiberin nach Bonn geholten Angestellten:353 geführt. Es beinhaltete sowohl Einzel- als auch Doppelzimmer, die fast alle mit einem Balkon ausgestattet waren, sowie zwei Appartements. Das Gästehaus stand insbesondere für bayerische Bundestagsabgeordnete bereit, denen ein erheblicher Preisnachlass gewährt wurde; eines der Appartements wurde zudem ständig für den bayerischen Ministerpräsidenten freigehalten. Bei freier Kapazität konnten auch andere Gäste das Bayernhaus nutzen.:320 Der aus Bayern stammende Bundesfinanzminister Fritz Schäffer setzte sich für eine stärkere politische Nutzung des Gästehauses in Form eines „bayerischen Klubs“ ein, die auch Treffen aller bayerischen Bundestagsabgeordneten beinhalten sollte.:237
Auch nach Fertigstellung eines eigenen Neubaus für die Landesvertretung im Zentrum des Parlaments- und Regierungsviertels 1955 wurde die Hotel-Pension „Haus Bayern“ noch bis mindestens 1961 betrieben. 1967/68 war das in den Besitz des Landes Nordrhein-Westfalen übergegangene Gebäude Sitz der Kanzlei der Botschaft der Republik Senegal. Anfang der 1970er-Jahre wurde es von der angrenzenden Universitäts-Kinderklinik übernommen, die im Jahre 2020 auf den Venusberg verlegt wurde. Das Gelände soll zukünftig weiterhin von der Universität genutzt werden.

## Architektur
Die Villa war in ihrem ursprünglichen Zustand ein zweigeschossiger Backsteinbau, der sich stilistisch dem Jugend- bzw. dem Reformstil zuordnen ließ. Er besaß sechs Fensterachsen und zwei seitliche Giebeln an der Vorderfront (Raiffeisenstraße) sowie hohe Schornsteine. Der Sockel an der Ost-, Süd- und Westseite sowie die Freitreppe und die Fensterbänke waren in belgischem Granit ausgeführt. Die Unterzüge und die Massivdecken des Gebäudes bestanden aus Stahlbeton. Als Fußbodenbeläge dienten im Keller Zementestrich, im Erdgeschoss Eichenparkett, Platten und Marmorbelag sowie im Ober- und im Dachgeschoss Linoleum. Der Eingang zum Haus lag an der zur heutigen Adenauerallee hin gelegenen Westfront. Im Zuge der teilweisen Kriegszerstörung und des nachfolgenden Wiederaufbaus wurde die Dachhöhe unter Verlust der Giebel und der hohen Schornsteine von vormals 6,70 m auf 3,80 m reduziert.